# Taula d'aire
|  | Aquest article tracta sobre la superfície per dur a terme experiments, especialment en òptica, que sura sobre un coixí d'aire per aïllar-la de pertorbacions externes. Si cerqueu taula de joc amb un coixí d'aire per reduir la fricció, vegeu «taula d'aire (esport)». |

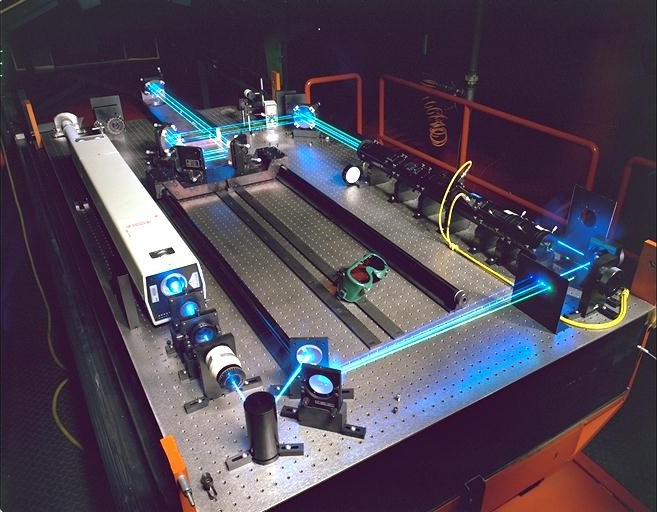
Un sistema de làser sobre una taula d'aire

Una taula d'aire o taula òptica és una plataforma que s'utilitza per donar suport als sistemes utilitzats per a experiments d'òptica i d'enginyeria que aconsegueix aïllar el sistema experimental de pertorbacions externes que es transmetin a través del terra i els suports de la superfície de treball. Sovint, les exigències dels experiments acurats en òptica, fan que les vibracions siguin de fraccions de micròmetres, com a màxim. Típicament les taules d'aire són molt pesants i, sovint utilitzen coixinets pneumàtics que actuen com un filtre passa baix a les vibracions. La superfície és típicament d'acer inoxidable amb una reixeta rectangular amb forats roscats.
En els sistemes òptics, especialment aquells que involucren la interferometria, l'alineació de cada component ha de ser extremadament precisa, en general d'uns pocs centenars de nanòmetres (és a dir, tan precís com una fracció d'una longitud d'ona). Fins i tot les petites vibracions o tensions en la taula en la qual es disposen els elements podrien dur a errors experimentals. Per tant, cal una taula extremadament rígida que ni es mogui ni es flexioni, fins i tot sota càrregues variables o vibracions. La superfície de la taula també ha de ser bastant plana, per permetre que els muntatges òptics de precisió facin un bon contacte amb el quadre, sense balanceig, i que facilitin un muntatge fàcil del sistema òptic.
Les primeres taules òptiques eren fetes de vegades d'una gran llosa molt polida granit o diabasa. Aquests materials són molt densos i rígids, la qual cosa inhibeix la flexió i el moviment de la superfície i millora de l'estabilitat del sistema òptic. Les superfícies poden ser extremadament planes, cosa que és beneficiosa per a l'alineació dels sistemes òptics. Aquestes taules eren molt pesants i costoses, tot i que eren molt eficient a l'hora d'esmorteir les vibracions. El muntatge de components sobre una superfície de granit també és difícil. El granit i la diabasa encara s'utilitzen per a petites superfícies planes de precisió, però les taules d'aire fetes d'aquests materials no són comunament disponibles en l'actualitat.
Les taules d'aire modernes es fan típicament de dues làmines (superior i inferior) d'acer, alumini o fibra de carboni, separades per una estructura de gelosia en forma de bresca, que forma una mena de «sandvitx». La superfície generalment té una reixa de forats roscats que permet cargolar-hi els components per ajustar-se al disseny del sistema òptic. Els components també podran unir-se a la superfície d'acer mitjançant bases magnètiques. Sovint, les potes de la taula són amortidors pneumàtics. Per a muntatges més exactes, també s'eviten els moviments de l'aire i els gradients de temperatura a la superfície tancant-ho en una caixa de plàstic transparent, com ara plexiglàs.